# Boxe nos Jogos Pan-Americanos de 2023 - Até 57 kg masculino
A competição da categoria até 57 kg masculino  do boxe nos Jogos Pan-Americanos de 2023 em Santiago, Chile, foi realizada de 19 a 27 de outubro no Centro de Treinamento Olímpico. Um total de 14 boxeadores de 14 CONs competiram.
Os dois finalistas se classificaram aos Jogos Olímpicos de Verão de 2024 em Paris, França.

## Qualificação
Houve uma cota de 130 boxeadores para a competição (10 por categoria). O país-sede (Chile) recebeu vagas automáticas para todos os eventos. O restante das vagas foram concedidas através de diversos torneios qualificatórios. Todavia, o Comitê Olímpico Internacional decidiu posteriormente que a competição seria um evento de registro aberto, o que significava que um CON poderia inscrever um boxeador diretamente no torneio.

## Formato da competição
Como todos os eventos pan-americanos de boxe, a competição é um torneio direto de eliminação. Ambos os perdedores da semifinal recebem medalhas de bronze, então nenhum boxeador compete novamente após a primeira derrota. Os combates consistem em um sistema de pontuação em 3 rounds, onde o vencedor de cada round deve receber 10 pontos e o perdedor uma quantidade menor. Cinco juízes avaliam cada luta. O vencedor será o boxeador que mais marcou no final da partida.

## Medalhistas
| Ouro   | USA Jahmal Harvey                                |
| Prata  | CUB Saidel Horta                                 |
| Bronze | BRA Luiz Gabriel Oliveira DOM José de los Santos |

## Resultados
Os pugilistas se enfrentam em lutas eliminatórias até a definição dos medalhistas. Os perdedores das semifinais conquistam automaticamente as medalhas de bronze.
|  | Oitavas de final          | Oitavas de final          | Oitavas de final |  |  | Quartas de final          | Quartas de final          | Quartas de final          |   |                   | Semifinais        | Semifinais        | Semifinais |  |  | Final | Final | Final |
|  |                           |                           |                  |  |  |                           |                           |                           |   |                   |                   |                   |            |  |  |       |       |       |
|  |                           |                           |                  |  |  |                           |                           |                           |   |                   |                   |                   |            |  |  |       |       |       |
|  |                           |                           |                  |  |  | USA Jahmal Harvey         | USA Jahmal Harvey         | 5                         |   |                   |                   |                   |            |  |  |       |       |       |
|  | PAN Irvin Ibarguen        | PAN Irvin Ibarguen        |                  |  |  | GUY Keevin Allicock       | GUY Keevin Allicock       | 0                         |   |                   |                   |                   |            |  |  |       |       |       |
|  | GUY Keevin Allicock       | GUY Keevin Allicock       | RSC              |  |  |                           |                           |                           |   | USA Jahmal Harvey | USA Jahmal Harvey | 5                 |            |  |  |       |       |       |
|  | CAN Victor Tremblay       | CAN Victor Tremblay       |                  |  |  |                           | BRA Luiz Gabriel Oliveira | BRA Luiz Gabriel Oliveira | 0 |                   |                   |                   |            |  |  |       |       |       |
|  | BRA Luiz Gabriel Oliveira | BRA Luiz Gabriel Oliveira | RSC              |  |  | BRA Luiz Gabriel Oliveira | BRA Luiz Gabriel Oliveira | 5                         |   |                   |                   |                   |            |  |  |       |       |       |
|  | EAI Juan Reyes Donis      | EAI Juan Reyes Donis      | 0                |  |  | URU Lucas Fernández       | URU Lucas Fernández       | 0                         |   |                   |                   |                   |            |  |  |       |       |       |
|  | URU Lucas Fernández       | URU Lucas Fernández       | 5                |  |  |                           |                           |                           |   |                   | USA Jahmal Harvey | USA Jahmal Harvey | 5          |  |  |       |       |       |
|  | MEX Miguel Vega           | MEX Miguel Vega           | 0                |  |  |                           | CUB Saidel Horta          | CUB Saidel Horta          | 0 |                   |                   |                   |            |  |  |       |       |       |
|  | CUB Saidel Horta          | CUB Saidel Horta          | 5                |  |  | CUB Saidel Horta          | CUB Saidel Horta          | 3                         |   |                   |                   |                   |            |  |  |       |       |       |
|  | COL Yilmar González       | COL Yilmar González       | 4                |  |  | COL Yilmar González       | COL Yilmar González       | 2                         |   |                   |                   |                   |            |  |  |       |       |       |
|  | PUR Caleb Tirado          | PUR Caleb Tirado          | 1                |  |  |                           |                           |                           |   | CUB Saidel Horta  | CUB Saidel Horta  | 4                 |            |  |  |       |       |       |
|  | DOM José de los Santos    | DOM José de los Santos    | 4                |  |  |                           | DOM José de los Santos    | DOM José de los Santos    | 1 |                   |                   |                   |            |  |  |       |       |       |
|  | VEN Yoel Finol            | VEN Yoel Finol            | 1                |  |  | DOM José de los Santos    | DOM José de los Santos    | 5                         |   |                   |                   |                   |            |  |  |       |       |       |
|  |                           |                           |                  |  |  | ECU Jean Caicedo          | ECU Jean Caicedo          | 0                         |   |                   |                   |                   |            |  |  |       |       |       |
|  |                           |                           |                  |  |  |                           |                           |                           |   |                   |                   |                   |            |  |  |       |       |       |